# SOCOM 3: U.S. Navy SEALs
SOCOM 3: U.S. Navy SEALs è un videogioco di tipo sparatutto in terza persona sviluppato da Zipper Interactive e pubblicato da Sony Computer Entertainment per PlayStation 2. Il gioco è uscito in Nord America l'11 ottobre 2005 e il 21 aprile 2006 in Europa.
Citazioni
Il videogioco viene citato nella puntata S10x05 “Indesiderato” (Uninvited)  della serie fantascientifica Stargate SG-1, in un colloquio informale tra il colonnello Mitchell e il generale Landry. I due, insieme in una piccola vacanza nella dacia del generale O’Neill, hanno appena finito una partita a scacchi in cui ha vinto Landry, e Mitchell confessa che odia gli scacchi ma che , se ci fosse una PlayStation, sarebbe ben contento di “sbattere come un tappeto” il generale a SOCOM 3.